# درلانه‌زی

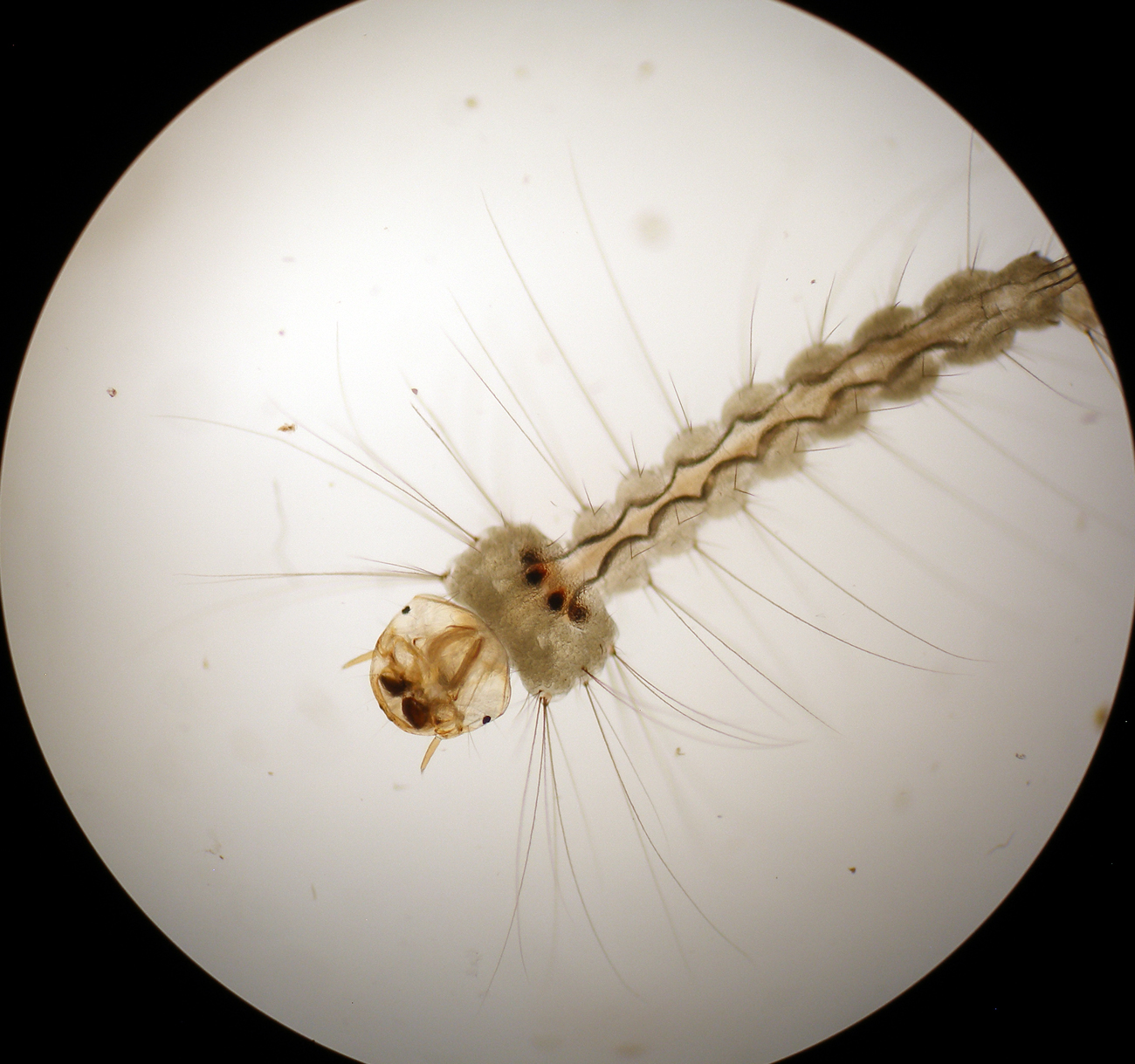
لارو Wyeomyia smithii یکی از گونه‌های درلانه‌زی در برگ‌های گیاه‌پارچ کوزه‌شیپوری ارغوانی است (بزرگ‌نمایی 40X)

در جانورشناسی، درلانه‌زی (به انگلیسی: inquiline) (از واژهٔ لاتین inquilinus به معنی "خانه" یا "لانه" و "مستاجر") جانوری است که معمولاً در لانه، دالان یا محل زندگی جانوری از گونه دیگر زندگی می‌کند. به عنوان مثال، برخی از جانداران، مانند حشرات، ممکن است در خانه‌های موش‌های دالان‌ساز یا گاراژ انسان‌ها زندگی کنند و از زباله‌ها، قارچ‌ها، ریشه‌ها و غیره تغذیه کنند. پراکنده‌ترین انواع درلانه‌زی آنهایی هستند که در ارتباط با لانه‌های اجتماعی یافت می‌شوند. حشرات به‌ویژه مورچه‌ها و موریانه‌ها- یک کلنی ممکن است از ده‌ها گونه مختلف درلانه‌زی پشتیبانی کند. تمایز بین انگل‌ها، انگل‌های اجتماعی و درلانه‌زی‌ها ظریف هستند، و بسیاری از گونه‌ها ممکن است معیارهای بیش از یکی از این‌ها را برآورده کنند، زیرا درلانه‌زی‌ها بسیاری از ویژگی‌های مشابه انگل‌ها را نشان می‌دهند. با این حال، انگل‌ها به‌طور خاص درلانه‌زی نیستند، زیرا طبق تعریف آنها اثر زیان‌باری بر گونه میزبان دارند، در حالی که برای درلانه‌زی‌ها این کار تأیید نشده‌است.